# Croupier

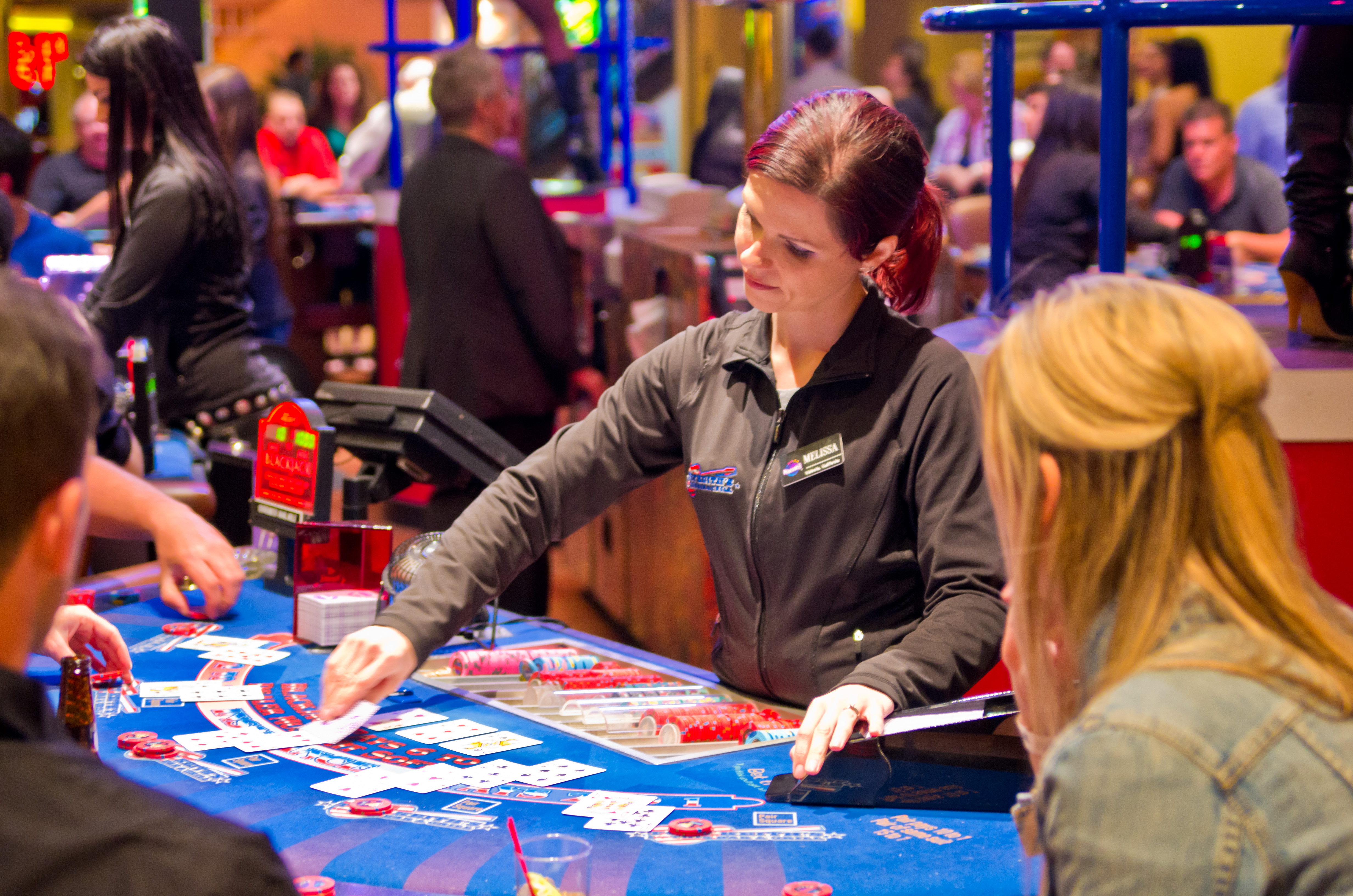
En croupier i Las Vegas.

En croupier, även kallad casino dealer, är anställd av ett kasino för att leda och övervaka spelet vid exempelvis bordsspel som Black Jack, poker eller roulette. Croupiern ansvarar för spelets gång. Vid Roulettebordet är det croupiern som snurrar på roulettehjulet och ropar ut vinnande nummer. Vid Poker, Baccarat och Blackjack ansvarar casino dealern för utgivningen av spelkort. I arbetet ingår att ta emot insatser och sköta växlingen från pengar till marker åt spelarna för att de skall kunna spela samt att snabbt och korrekt beräkna och dela ut vinster till spelarna. Croupiern ansvarar också för att spelarna vid bordet är korrekt informerade om spelets regler och övervakar att spelet går rätt till. 
Ibland används också begreppet om den som för tillfället är giv i ett privat kortspels parti.  